# Новокільметово
Новокільме́тово (рос. Новокильметово, башк. Яңы Килмәт) — присілок у складі Мішкинського району Башкортостану, Росія. Входить до складу Баймурзинської сільської ради.
Населення — 151 особа (2010; 179 у 2002).
Національний склад:
- марійці — 100 %